# De Boezemvriend (molen)
De Boezemvriend, ook wel de Molen van De Groeve genoemd, is een poldermolen in het dorpje De Groeve ten oosten van de grotere plaats Zuidlaren in de provincie Drenthe.
De molen werd in 1871 gebouwd door molenmaker Medendorp uit Zuidlaren voor de bemaling van de polder Zuidlaren. Later kreeg de molen zelfzwichting, maar in de jaren dertig van de twintigste eeuw verloor hij zijn betekenis als gemaal doordat een dieselmotor deze functie overnam. Een periode van verval begon, waarbij het binnenwerk werd verwijderd en  later draaide het gemaal volledig op stroom. Het gemaal heet Oostermoer.
Na restauraties in 1962 en 1990 is de molen weer maalvaardig. De molen kreeg bij de laatste restauratie zijn naam. Het gevlucht van de molen, met een lengte van ruim 20 meter is voorzien van het Oudhollands wieksysteem met zeilen. Het monument is eigendom van de gemeente Tynaarlo en wordt door enkele vrijwillige molenaars bediend.
De Boezemvriend is de enige achtkante poldermolen in de provincie Drenthe.

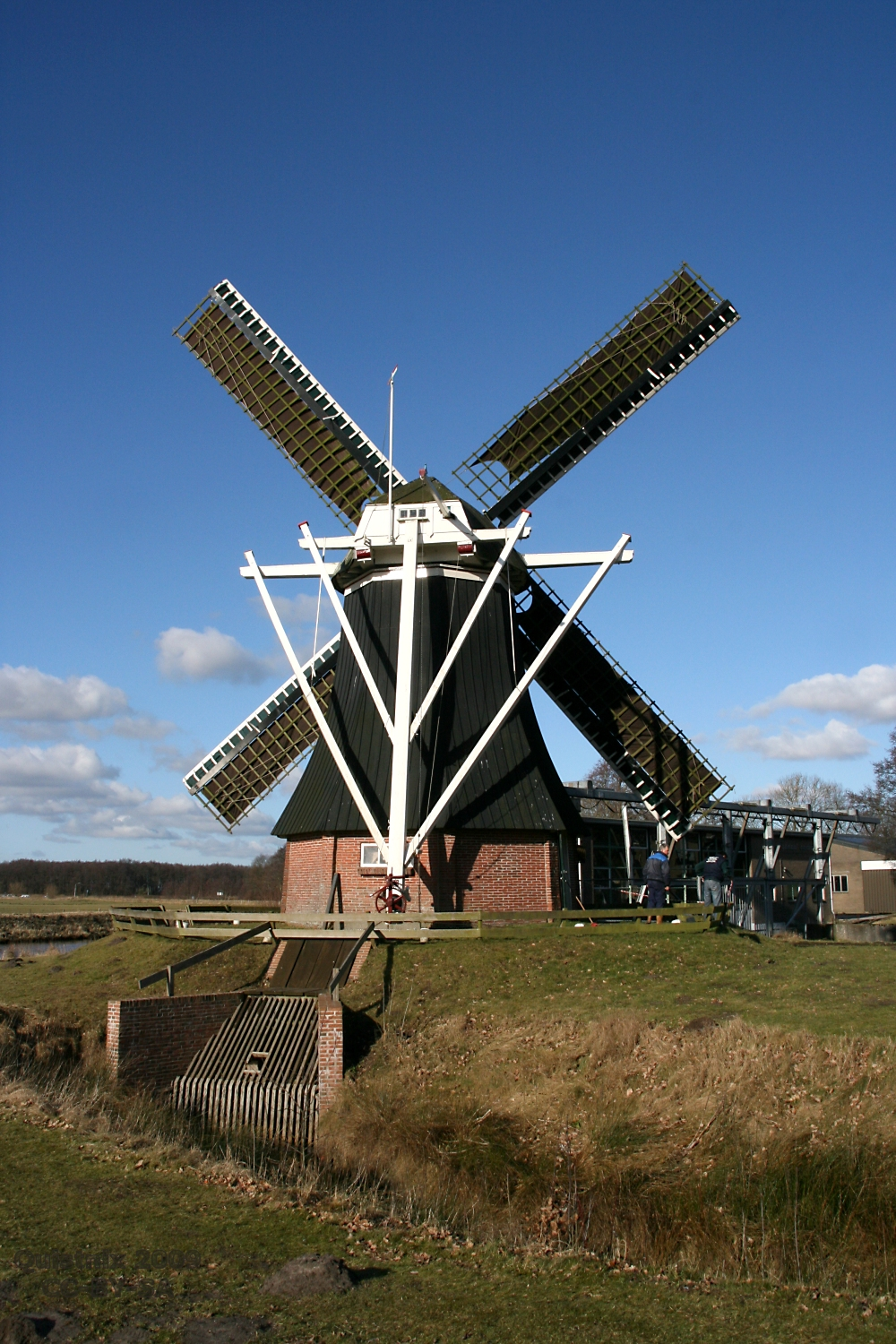
De Boezemvriend (2009)
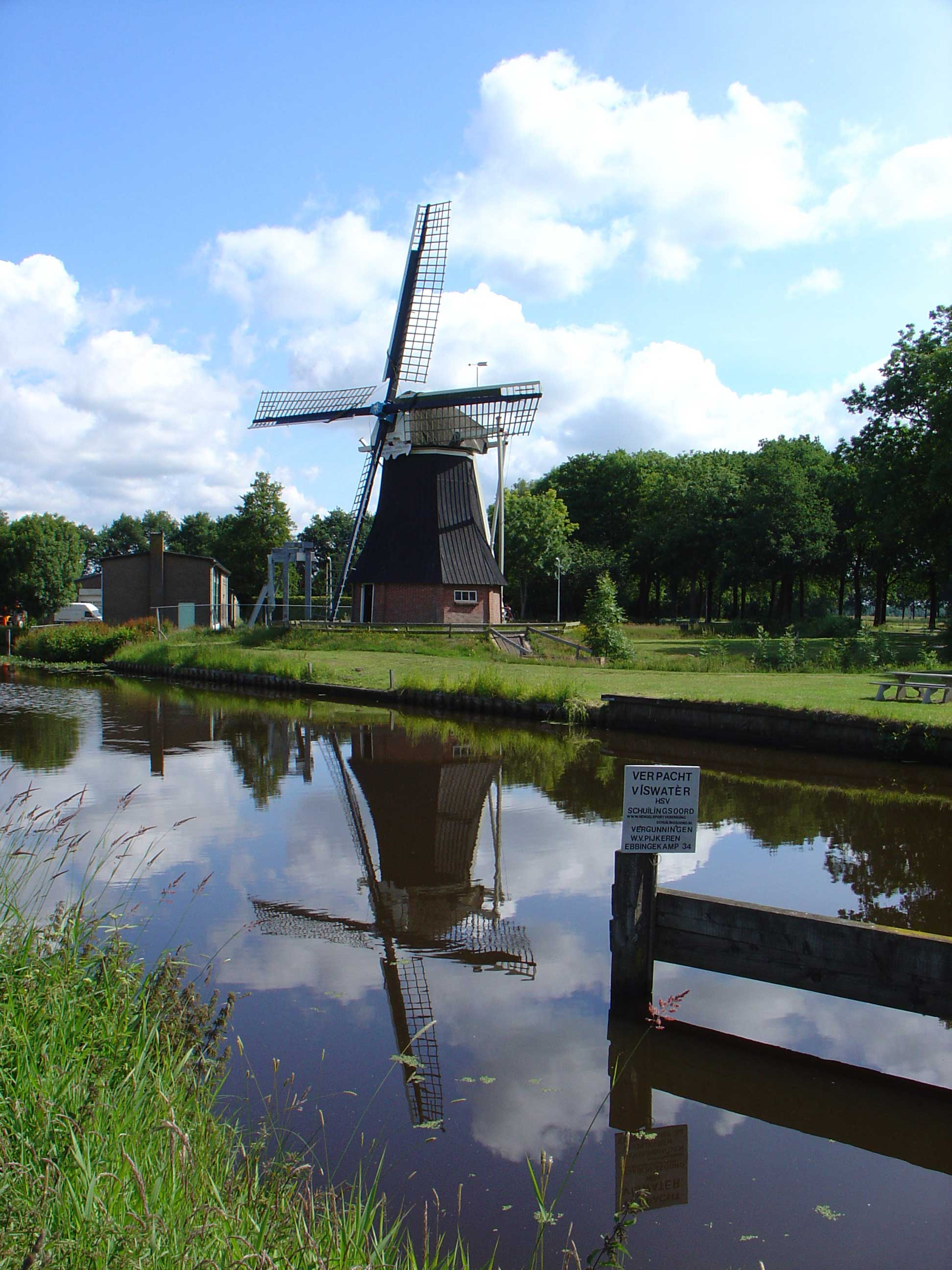
De Boezemvriend in 2008